# أنتوني رودس
أنتوني رودس (بالإنجليزية: Anthony Rhodes)‏ (24 سبتمبر 1916 - 23 أغسطس 2004)؛ روائي بريطاني.